# Việt Nam năm 2005
Dưới đây là sự kiện trong năm tại Việt Nam 2005.

## Đương nhiệm
| Ảnh | Vị trí            | Tên            |
| --- | ----------------- | -------------- |
|     | Tổng bí thư       | Nông Đức Mạnh  |
|     | Chủ tịch nước     | Trần Đức Lương |
|     | Thủ tướng         | Phan Văn Khải  |
|     | Chủ tịch Quốc hội | Nguyễn Văn An  |

## Sự kiện

### Diễn ra trong năm
- Vụ tai nạn tàu E1 tại Lăng Cô 2005
- Giải Cánh diều 2004 (trao giải ngày 16 tháng 3 năm 2005)

### Thể thao
- Việt Nam tại Đại hội Thể thao Đông Nam Á 2005
- VTV Cup 2005

Bóng đá
- Giải bóng đá hạng Nhì Quốc gia 2005
- Giải bóng đá Hạng Nhì Quốc gia 2005
- Giải bóng đá vô địch quốc gia 2005
- Giải bóng đá Cúp Quốc gia 2005
- Siêu cúp bóng đá Việt Nam 2004 (23 tháng 1 năm 2005)
- Giải bóng đá Hạng Nhất Quốc gia 2005
- Giải bóng đá Hạng Ba Quốc gia 2005
- Giải bóng đá nữ vô địch quốc gia 2005
- Giải bóng đá U18 quốc gia 2005
- Giải bóng đá U21 quốc gia 2005
- Honda Cup 2005
- Agribank Cup 2005
- Vụ dàn xếp tỷ số của bóng đá Việt Nam tại SEA Games 2005

## Sinh
Xem: Sinh năm 2005

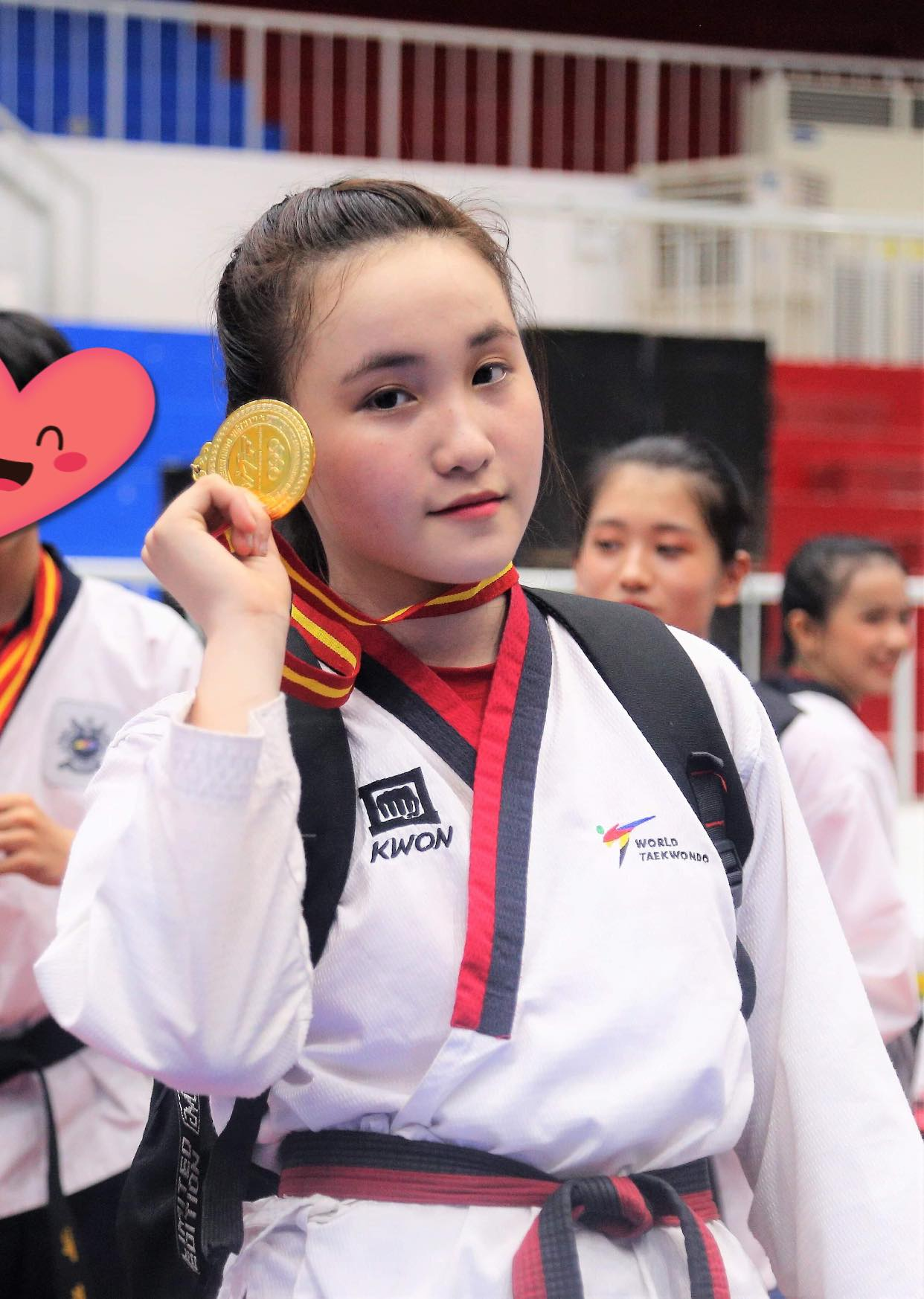
Châu Ngọc Tuyết Sang

- 21 tháng 3: Châu Ngọc Tuyết Sang, vận động viên Taekwondo
- 23 tháng 3: Thái Bá Đạt, cầu thủ bóng đá
- Không rõ ngày: Nguyễn Thiên Ngân, vận động viên cờ vua

## Mất
Xem: Mất năm 2005